# Маріо Рондон
Маріо Рондон (ісп. Mario Rondón, нар. 26 березня 1986, Каракас) — венесуельський футболіст, нападник клубу Сепсі ОСК.
Виступав, зокрема, за клуб «Насьонал», а також національну збірну Венесуели.

## Клубна кар'єра
Народився 26 березня 1986 року в місті Каракас. Вихованець юнацьких команд футбольних клубів: венесуельського «Каракасу» та португальського «Понтассоленсе».
У дорослому футболі дебютував 2005 року виступами за команду клубу «Понтассоленсе», в якій провів чотири сезони, взявши участь у 100 матчах чемпіонату. 
Згодом з 2009 по 2011 рік грав у складі команд клубів «Пасуш ді Феррейра», «Бейра-Мар» (на правах оренди) та «Пасуш ді Феррейра».
Своєю грою за останню команду привернув увагу представників тренерського штабу клубу «Насьонал», до складу якого приєднався 2011 року. Відіграв за клуб Фуншала наступні чотири сезони своєї ігрової кар'єри. Більшість часу, проведеного у складі «Насьонала», був основним гравцем атакувальної ланки команди.
До складу клубу «Шицзячжуан Евер Брайт» приєднався 2015 року. Відіграв за команду з Шицзячжуана 31 матч в національному чемпіонаті.
У січні 2018 перейшов до румунського клубу «Газ Метан».
29 червня 2018 року Маріо повернувся до китайського «Шицзячжуан Евер Брайт».
У травні 2019 року Рондон уклав дворічний контракт з румунським клубом ЧФР Клуж.
Сезон 2021–22 нападник провів у польському клубі «Радом'як» (Радом). 
З 2022 захищає кольори румунської команди Сепсі ОСК

## Виступи за збірну
2011 року дебютував в офіційних матчах у складі національної збірної Венесуели. Провів у формі головної команди країни 13 матчів, забивши 3 голи.

## Титули і досягнення
- Чемпіон Румунії (2):

ЧФР (Клуж-Напока): 2019-20, 2020-21
- Володар Суперкубка Румунії (3):

ЧФР (Клуж-Напока): 2020
Сепсі: 2022, 2023
- Володар Кубка Румунії (1):

«Сепсі»: 2022-23